# Коломийська жіноча семінарія
Приватна жіноча учительська семінарія імени святої Броніслави «Рідна школа» — українська семінарія в Коломиї, яка підготовляла професійні сили для початкових шкіл. Заснована в 1907 році, завдячує своє заснування «Рідній школі» — Українському педагогічному товариству, яке на той час (до 1912) називалося «Руске Товариство Педагогічне».

## Історія
Заснована за австрійських часів, продовжує працю за часів ЗУНР, УНР, Польщі. Запорядки кураторії щодо викладової мови у школі та адміністраційні мали там зобов'язуючу силу. Вчили в ній учителі з української гімназії та кілька допоміжних сил для педагогічних предметів, як педагогіка, методика й дидактика, а також музика і спів та ручні роботи.
Школа підлягала кураторії Львівської шкільної округи та УПТ. Містилася в будинку Народного дому побіч жіночої гімназії.
Учениці семінарії проводили практичні лекції в Дівочій народній школі імені княгині Ольги, де приготовлялися до свого звання.
Семінарія мала право прилюдності, тобто рівні права з державними школами. Українська жіноча семінарія має великі заслуги для ширення освіти не лиш для Покуття, але й для сусідніх округ — Городенської, Снятинської, Косівської та Надвірнянської.
У зв'язку з реформою шкільництва семінарія закінчила своє існування в 1937.

## Знані викладачі
Організатором і довголітнім управителем семінарії (1908—1926) був Йосип Чайківський (1876—1938) — галицький педагог і культурно-освітній діяч, учитель історії Коломийської гімназії (з 1907), автор популярної тритомової «Всесвітньої історії».

## Знані випускниці
- Паєвська Олександра Миколаївна (псевдо «Орися», 1908—1953, випускниця 1926 року) — зв'язкова, референт пропаганди Окружного проводу ОУН. Автор статей, листівок і невеликих художніх творів, які друкувалися в підпільних виданнях.